# Милати се
Милати се, народни српски обичај (има га и код неких Хрвата у Босни) магијског карактера којим се по „симпатичној“ или „имитативној“ магији, утиче на плодност и тако изазива обилна жетва у наредној години.
Вук Караџић описује:
„Приповједају да се у Херцеговини милају на Божић с чесницом, тј. узму двојица чесницу, па је окрећу међу собом и пита један другога: Милала ли се? (тј. милали ли се иза чеснице). Овај му одговори: Милаш мало!. А онај први онда рече: Сад мало, а догодине нимало (тј. да роди жито добро, и да тако велика буде чесница да се нимало не помила иза ње).“ ...;

## Поријекло и прошлост овог обичаја
И овај обичај је старији од хришћанства. Потиче из паганских времена. Има га и код неких других Словена. Потиче још из словенске старине. Забиљежен је код Балтичких Словена још у XII вијеку. Био је у саставу Световидовог култа на острву Рујану. Приликом великих свечаности поводом завршетка жетве које су се одржавале у Аркони на острву Рујану, свештеник је узимао рог с вином из руке Световидовог идола и по стању вина у рогу прорицао каква ће бити љетина идуће године. Затим је узимао огромни хљеб, скоро висине човјека, стављао га између себе и народа, и тада би упитао да ли га (свештеника) виде. Када би му одговорили да га виде, свештеник је изражавао жељу да га идуће године не виде. Тиме је најављивао обиље за идућу жетву.
Православна црква га је прихватила у оквиру божићних обичја. Код Украјинаца и Бијелоруса обредни хљеб замјењује сноп жита. У старој Србији и Македонији, домаћин сакривен иза чеснице говорио је на крају укућанима: „дабогда и ове године не видјели ме иза великих класова.“ Да чесница симболично представља ново жито, види се по и по томе што се обичај милања и код Срба понегде обављао по свршетку жетве, и то са новим житом. У селу Грмљанима код Требиња, био је обичај да приликом вршидбе на гумну начине хрпу жита, а затим би на супротним странама стала два посленика, па би први упитао: „видиш ли ме?“ „Не виђу“, одговарао би други, а први би рекао: „Не видио ме ни догодине!“.